# Яндекс.Книга
Яндекс.Книга — книга российского журналиста Дмитрия Соколова-Митрича про историю Яндекса и его создателей с 1970-х по 2014 годы. Официально была представлена на конференции Яндекса по цифровому маркетингу YaC/m-2014.
С 2022 года книга доступна бесплатно для чтения через Яндекс Браузер, в разделе "Читалка", где является предустановленной книгой-образцом.

## История создания книги
Автор книги — Дмитрий Соколов-Митрич — заместитель главного редактора «Русского репортёра», также писал для РИА Новости, портала «Взгляд», журнала «Фома». Идея создания книги о Яндексе возникла у него в 2011 году, когда компания объявила о планах выйти на биржу. В течение первого года работы над книгой это был независимый проект журналиста, Соколов-Митрич написал первые главы на основе воспоминаний знакомых и школьной учительницы Аркадия Воложа и Ильи Сегаловича и отправил их в Яндекс. В результате удалось наладить контакт с руководством Яндекса и сделать ряд эксклюзивных интервью с создателями, сотрудниками и инвесторами поисковика. Однако, помимо «яндексоидов» (Аркадия Воложа, Елены Колмановской, Евгения Ломизе, Дмитрия Иванова и др.), журналист сделал интервью с основателем Almaz Capital Partners Александром Галицким, основателем ABBYY Давидом Яном, главой инвестиционной компании ru-Net Леонидом Богуславским, бывшим директором «Рамблера» Денисом Калининым, учредителем GridGain System Никитой Ивановым, сооснователем Parallels Сергеем Белоусовым, гендиректором Radius Group Дмитрием Мариничевым.
До выхода книги в печать ходили слухи, что она выйдет осенью 2013 года одновременно с фильмом «Стартап», который снимут по мотивам книги. Впоследствии Дмитрий Соколов-Митрич решительно опроверг какую-либо связь книги с фильмом.
Каждая из восьми частей книги разбита на разделы, озаглавленные «Яндекс.Новости», «Яндекс.Время» и «Яндекс.Люди». Первый раздел в стиле новостных заголовков передаёт содержание части книги, во втором разделе — подробное изложение периода истории компании, в третьем — интервью. В эпиграф помещёна цитата из «Крёстного отца» Марио Пьюзо — «За каждым крупным богатством скрывается преступление», и, по первоначальной задумке журналиста, каждая часть Яндекс.Книги носила криминологическое название, вроде «Формирование умысла», «Поиск сообщников», «Легализация доходов». Однако по просьбе Яндекса от неё пришлось отказаться. В заключении книги звучит последняя фраза из ленты «Касабланка» (1942) — «Мне кажется, это начало прекрасной дружбы». В целом книга позиционирует себя как русскую историю успеха, когда удалось построить многомиллиардный бизнес на основе воли, таланта, внутренней силы и желания.
Это не первая книга о Яндексе: ещё в 2013 году в издательстве Альпина Паблишер была издана книга Яндекс Воложа, а в апреле 2014 года вышел в прокат фильм «Стартап», который изначально задумывался как фильм про создателей Яндекса. Тем не менее, автор книги Яндекс Воложа Владислав Дорофеев встречался с Воложем лишь однажды, а от фильма «Стартап» Яндекс официально открестился. В целом книгу о российской интернет-компании пытались писать четыре раза, однако лишь автору Яндекс.Книги удалось найти общий язык с самим Яндексом, поисковик способствовал её
созданию и представил на своей технологической конференции YaC/m 5 июня 2014 года.
По словам сооснователя Яндекса Елены Колмановской,
Это первая книга про Яндекс, где описана не просто канва событий, которую можно узнать из наших интервью, выступлений и пресс-релизов, а команда Яндекса, дух и смысл наших действий, наш понедельник, начинающийся в субботу. Автор понял это и сумел рассказать другим. Для миллионов наших пользователей, как и для нас, Яндекс — существо одушевлённое и симпатичное, и книга позволяет узнать его поближе

## Сюжет
В центре книги — история создания российской компании Яндекс и жизнеописания её создателей. Повествование начинается с 1970-х годов, когда завязалась дружба двух школьных друзей, Аркадия Воложа и Ильи Сегаловича, которые через 20 лет создадут компанию Яндекс. Однако книга не только и не столько про гениальных одиночек, сколько про целую команду-«семью», создавшую крупнейший поисковик в рунете, про весь ИТ-бизнес России. Помимо подробнейшего изложения истории успеха Яндекса, в книге есть значительные лирические отступления в виде восьми интервью с крупнейшими интернет-бизнесменами. Последние главы книги (заключительное интервью с Воложем состоялось в феврале 2014) посвящены нарастающему давлению государства на интернет и взаимоотношениям Яндекса с властями.

## Цитаты
- Умные всегда побеждают сильных. Иногда не сразу, но в конечном счете — всегда
- …капитал и связи — это, конечно, помогает, но есть качество, которое самое важное и его одного зачастую достаточно, чтобы стать успешным. Это воля
- «Яндекс» всего лишь монетизирует математику